# Cardan
 Cardan  ist eine französische Gemeinde im Département Gironde in der Region Nouvelle-Aquitaine. Die Gemeinde liegt im Einzugsgebiet der Stadt Bordeaux. Während Cardan  im Jahr 1962 noch über 255 Einwohner verfügte, zählt man aktuell 511 Einwohner (Stand 1. Januar 2022).
Die Gemeinde gehört zum Kanton L’Entre-deux-Mers im Arrondissement Langon.

## Bevölkerungsentwicklung
| Jahr                      | 1962 | 1968 | 1975 | 1982 | 1990 | 1999 | 2010 | 2016 |
| Einwohner                 | 255  | 296  | 285  | 339  | 369  | 373  | 439  | 494  |
| Quelle: Cassini und INSEE |      |      |      |      |      |      |      |      |

## Sehenswürdigkeiten

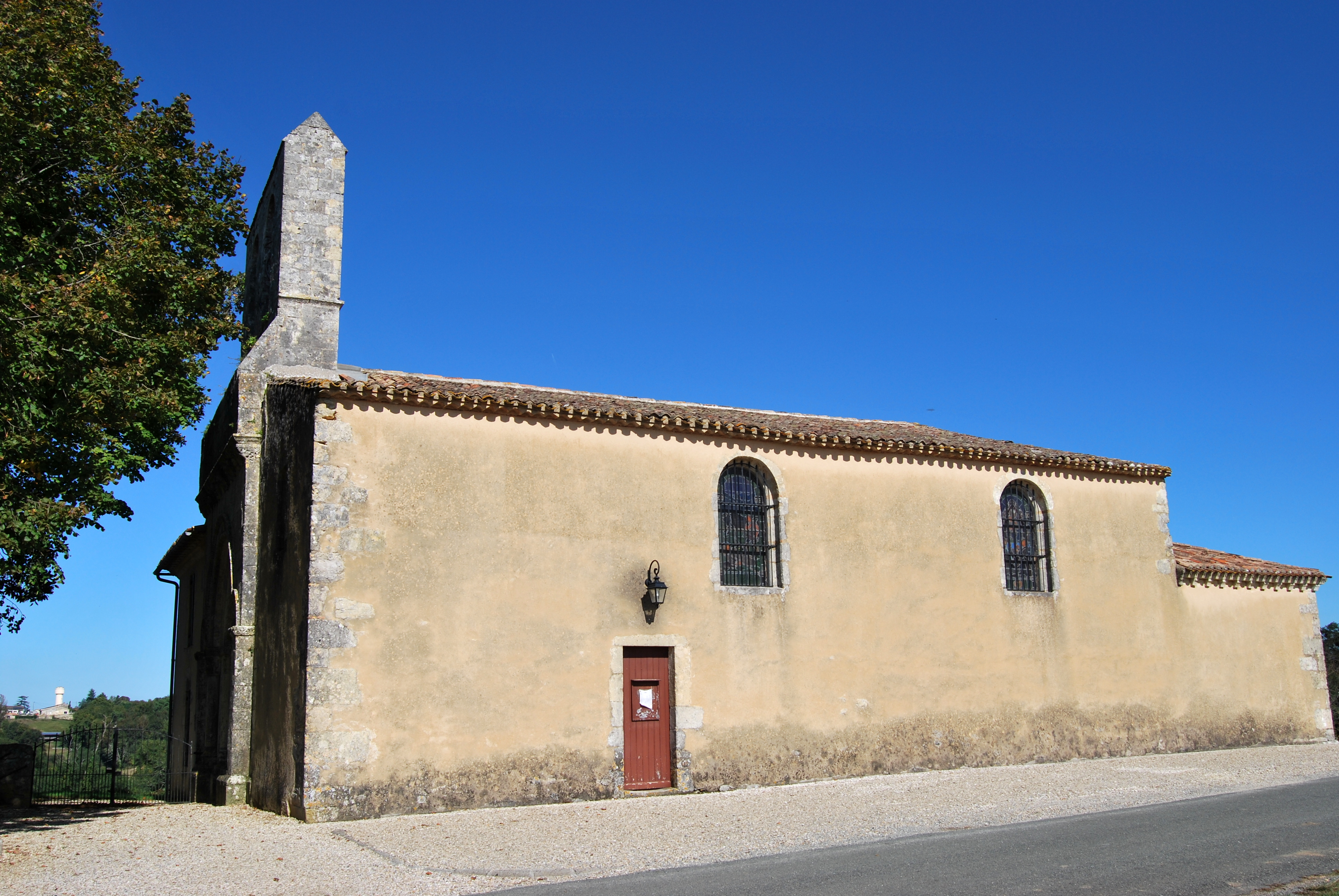
Kirche Saint-Saturnin

- Kirche Saint-Saturnin

## Weinbau
Cardan ist eine Weinbaugemeinde; die Rebflächen gehören zu den Appellationen Premières Côtes de Bordeaux und Cadillac.